# Municipio Santos Marquina
El municipio Santos Marquina forma parte del estado Mérida, además, en los últimos años se ha hecho notoria la unión de su capital, la ciudad de Tabay, al área metropolitana de Mérida. El municipio tiene un área de 192 km² y 19 547 habitantes, con una densidad de 101.80 hab./km² para el año 2013. El municipio recibe el epónimo del Capitán José de los Santos Marquina.

## Población
Según Censo de Población y Vivienda del año 2011 El municipio Santos Marquina, ubicado en el estado Mérida, cuenta con una población estimada de 18 037 habitantes, lo que representa aproximadamente el 2,18 % de la población total del estado. De ese total, 8935 son hombres y 9102 mujeres, reflejando una leve mayoría femenina.
Con una superficie de 429 km², el municipio presenta una densidad demográfica de aproximadamente 42,04 habitantes por kilómetro cuadrado, lo que indica una distribución poblacional de baja a moderada, acorde con su carácter predominantemente rural y montañoso.
En materia educativa, la tasa de analfabetismo se sitúa en un 5 %, dato que refleja avances en la cobertura educativa pero también retos pendientes en sectores específicos de la población.
Durante el periodo intercensal 2001–2011, la participación relativa de Santos Marquina dentro del total poblacional del estado aumentó en un 0,3 %, lo que sugiere un ligero crecimiento demográfico en relación con otras entidades merideñas.

## Transporte
Para llegar al municipio Santos Marquina se puede llegar por la vía de Barinas o Valera hacia Mérida, está ubicada a 15 minutos de la ciudad y se hace vía terrestre por la carretera Trasandina, Además es una zona de mucha afluencia turística preferida por los excursionistas de montaña, dado que en una zona de este municipio llamada Mucunutan existe una trocha que llega hasta el pueblito de los venados vía el pico Bolívar, son espectaculares sus paisajes, por otro lado, se caracteriza por siembras localizadas de árboles de manzanas y la práctica de la Truchicultura.
Algunas casas viejas de tejados enmohecidos, con aleros y ventanas de balaustre de madera conservan el sabor de pueblo de los tiempos coloniales, pero también proliferan muchas construcciones de bloque y cemento sin ninguna gracia, que rompen la armonía del contorno. 

## Plaza Central
Su plaza, sembrada de enormes casuarinas, de cuyas ramas cuelgan las barbas de palo, transmite una sensación de sosiego que invita al descanso en sus bancos y bien cuidados jardines. Al frente de esta, la iglesia se oculta entre el ramaje oscuro de estos árboles y apenas podemos divisar desde lo lejos, parte de su encanto. Posee una sola torre de forma cuadrada, rematada en un campanario decorado con pilastras. 
Su fachada posee pilastras que dividen los tres arcos de medio punto, donde se insertan las puertas de madera que dan acceso a las tres naves. La fachada contiene un nicho en la parte alta donde se aloja una imagen de San Antonio y remata en un frontis de líneas curvilíneas. El templo original fue completamente destruido por el terremoto de 1894 e inmediatamente se comenzaron los trabajos de reconstrucción que culminaron en 1907.

## Principales Asentamientos
Los alrededores de Tabay son lugares de rigor que debe recorrer el visitante para compenetrarse con su naturaleza pródiga en paisajes naturales de gran belleza. Hacia la parte baja del pueblo se puede cruzar el río chama por un puente angosto y visitar los alrededores de las aldeas de La Mucunután y El Arenal, así como las zonas rurales "Mucuy Baja", "Mucuy Alta" y San Jacinto.

## Topografía
Es esta una zona de hermosos prados y valles de clima fresco, en donde la gente vive de las actividades agrícolas, el turismo y las artesanías. Aquí se encuentran los artesanos que viven en sus pequeños talleres, donde sus manos maravillosas producen imágenes populares talladas en madera de santos, animales y personajes; muy solicitadas por los coleccionistas de arte popular de todo el país. 

## Turismo
Son famosas las tallas de la familia Rangel y de Clemencia Marquina. El visitante puede recorrer los talleres de los artesanos, hablar con ellos sobre el proceso creativo y las técnicas materiales, etc. buscar las piezas de su gusto y adquirirlas a precios convenientes. Además de las tallas, también se fabrican piezas de cerámica y gres, lámparas de vidrio, vitrales, hierro forjado, muebles de madera, cobijas y cestas.
Siguiendo un camino muy sinuoso que se interna en la montaña, Se llega a una truchicultura, donde se puede apreciar el proceso de la cría y procesamiento de estos peces tan típicos de Mérida.
Hacia el este de Tabay se encuentra La Mucuy Alta, un lugar de recreación, muy próximo al Parque nacional Sierra Nevada. Para ir allí se toma una vía que parte de la plaza, se dirige hacia el sur, atraviesa un puente sobre el Chama y se remonta por una meseta. Luego se pasa a una vertiente de la quebrada La Mucuy. Al final de esta carretera llegamos al pie de la Sierra Nevada. Allí se encuentra el Parque La Mucuy, situado a la orilla del río, que baja trepidando de la selva nublada entre blancas espumas de gélidas aguas. Desde allí se encuentra una panorámica del valle que alcanza hasta la Meseta de Mérida. Es un lugar muy agradable, con excelentes instalaciones de baños, cabañas y quioscos, ideal para pasar el día en contacto con la naturaleza. En la parte alta de este parque existe una zona acondicionada para acampar con carpas y un restaurante. Desde aquí parte un camino de tierra que se interna en la montaña, donde los excursionistas pueden llegar hasta las lagunas La Coromoto, El Suero y el Pico Humboldt. El trayecto hasta La Coromoto se hace en cuatro o cinco horas a pie. A medida que se sube por la montaña, se aprecian los distintos paisajes correspondientes a los pisos climáticos y vegetales: en primer término aparece el bosque húmedo, con sus grandes árboles que impiden el paso de la luz, de donde cuelgan lianas, bromelias y orquídeas que forman una cúpula vegetal. Más arriba, al pasar la línea de los tres mil metros nos encontramos con una vegetación más pequeña, como los líquenes, frailejones, y el coloradito, que tapizan la roca desnuda. Al llegar a la laguna La Coromoto, nos sorprende la majestuosidad de este paisaje rodeado de colosales montañas que se reflejan en las aguas apacibles de color oscuro
Aquellos excursionistas más osados y con buen entrenamiento, podrán continuar hasta el pico Humboldt, siguiendo esta vía y deleitarse con la vista maravillosa de los picos nevados, las lagunas y los glaciares. Es una caminata que dura más de un día y debe llevarse tiendas de campaña, comida y agua para poder resistir. Además la altura puede afectar la respiración de las personas. No existe refugios ni guarda parques en estos lugares, así que cada cual debe cuidar de sí mismo. Se recomienda ir acompañado y reportar su ruta con los guardias del parque La Mucuy, antes de partir. Cerca de Tabay, también existen manantiales de aguas termales, pero no están acondicionados para los turistas y son de muy difícil acceso. En la Plaza Bolívar se puede conseguir transporte para llegar a estos lugares.

## Política y gobierno

### Alcaldes
| Período     | Alcalde              | Partido político / Alianza | % de votos | Notas |
| ----------- | -------------------- | -------------------------- | ---------- | --- |
| 1989 - 1992 | Orestes Ruiz         |                            | 37,35      | Primer alcalde bajo elecciones directas |
| 1992 - 1995 | Omar Manrique Méndez |                            | 35,64      | Segundo alcalde bajo elecciones directas |
| 1995        | Zenón Laguna         |                            | -          | Alcalde encargado |
| 1995 - 2000 | Carlos Parra         |                            | -          | Tercer alcalde bajo elecciones directas (se realizaron elecciones generales adelantadas en el 2000 debido a la aprobación de la Constitución de 1999) |
| 2000 - 2004 | Carlos Parra         |                            | 47,51      | Reelecto |
| 2004 - 2008 | José Balmore Otalora |                            | 61,03      | Cuarto alcalde bajo elecciones directas |
| 2008 - 2013 | José Balmore Otalora |                            | 52,82      | Reelecto (se postergan 1 año las elecciones municipales pautadas para finales del 2012)                                                               |
| 2013 - 2017 | José Balmore Otalora |                            | 51,74      | Reelecto |
| 2017 - 2021 | José Balmore Otalora |                            | 58,27      | Reelecto |
| 2021 - 2025 | José Balmore Otalora |                            | 43,95      | Reelecto |

### Concejo municipal
Período 1989 - 1992
| Concejales:          | Partido político / Alianza |
| -------------------- | -------------------------- |
| Lesbia Amaya         | AD                         |
| Carlos Parra         | AD                         |
| Omar Manríque Méndez | COPEI                      |
| José Marino Moreno   | COPEI                      |
| Romauro Moreno       | MAS                        |

Período 1992 - 1995
| Concejales:           | Partido político / Alianza |
| --------------------- | -------------------------- |
| Zenón Laguna          | COPEI                      |
| Dora Maldonado        | COPEI                      |
| Carlos Parra          | AD                         |
| Haydee de Castillo    | AD                         |
| Ana Mercedes González | MAS                        |

Pediodo 1995 - 2000
| Concejales:       | Partido político / Alianza |
| ----------------- | -------------------------- |
| Omar Peña         | AD                         |
| Elide de Parra    | AD                         |
| Carlos Prada Riso | MAS                        |
| Hector Albarrán   | CONVERGENCIA               |
| Jesús Castillo    | COPEI                      |

Período 2000 - 2005
| Concejales:          | Partido político / Alianza |
| -------------------- | -------------------------- |
| Omar Peña            | AD                         |
| Luis Trejo           | AD                         |
| Pedro Abilió Rangel  | MVR                        |
| José Barmore Otalora | MVR                        |
| Romauro Moreno       | MAS                        |

Período 2005 - 2013
| Concejales:           | Partido político / Alianza |
| --------------------- | -------------------------- |
| josé Erasmo Rodríguez | MVR                        |
| josé Enrique Peña     | MVR                        |
| Nemecio Rivas         | MVR                        |
| Eddy Ballesteros      | MVR                        |
| miguelina Parra       | MVR                        |
| Lisbeth Rivas         | MVR                        |
| Maria Bustos          | MVR                        |

Período 2013 - 2018:
| Concejales            | Partido político / Alianza |
| --------------------- | -------------------------- |
| josé Erasmo Rodriguez | PSUV                       |
| Jacinto Maldonado     | PSUV                       |
| Denis Gil             | PSUV                       |
| Violeta Parra         | PSUV                       |
| Jesús Jerez           | PSUV                       |
| Jean Carlos Lara      | PSUV                       |
| Ezequiel Sulbaran     | MUD                        |

Período 2018 - 2021
| Concejales        | Partido político / Alianza |
| ----------------- | -------------------------- |
| Zuleima Ramirez   | PSUV                       |
| José Valero       | PSUV                       |
| Akarantair Guedez | PSUV                       |
| Denis Gil         | PSUV                       |
| Aida Barrios      | PSUV                       |
| Jean Carlos Lara  | PSUV                       |
| Alix Useche       | PSUV                       |

Período 2021 - 2025
| Concejales        | Partido político / Alianza |
| ----------------- | -------------------------- |
| Zuleima Ramirez   | PSUV                       |
| Jesus Peña        | PSUV                       |
| Akarantair Guedez | PSUV                       |
| Lenis Barrios     | PSUV                       |
| Jean Carlos Lara  | PSUV                       |
| Carlos Parra      | MUD                        |
| José Angel Gámez  | AD                         |